# Le Breuil (Allier)
Le Breuil é uma comuna francesa na região administrativa de Auvérnia-Ródano-Alpes, no departamento de Allier. Estende-se por uma área de 34,55 km². Em 2010 a comuna tinha 546 habitantes (densidade: 15,8 hab./km²).